# Geryoniidae
Os Geryoniidae são uma família de hidrozoários da ordem Trachymedusae.

## Lista de géneros
- Geryonia Péron & Lesueur,1810
- Liriope Lesson,1843

Nomen dubium
- Heptarradiata Zamponi & Gezano,1989
- Octorradiata Zamponi & Gezano,1989
- Pentarradiata Zamponi & Gezano,1989